# Dormienza dei semi
La dormienza dei semi è uno dei meccanismi con cui le piante riescono a ritardare la germinazione. Viene comunemente definita come la mancata germinazione dei semi nonostante le condizioni ambientali siano favorevoli ad essa. La dormienza ha infatti la funzione di prevenire la germinazione dei semi quando le condizioni ambientali quali luce, acqua, temperatura e nutrienti sono idonee alla germinazione ma non alla sopravvivenza e sviluppo dello stadio successivo al seme, detto plantula o germoglio. La dormienza dei semi è una caratteristica molto diffusa nel mondo vegetale. Poiché il numero di piante con semi dormienti aumenta con l'aumentare della distanza dall'equatore, si ritiene che questa caratteristica si sia evoluta in risposta alla stagionalità e diversità di habitat tipica delle zone temperate e boreali.

## Classificazione
Esistono diverse classificazioni per la dormienza dei semi ma secondo Baskin e Baskin  la più esaustiva è quella proposta da Nikolaeva. Nel sistema di classificazione di Nikolaeva implementato da Baskin e Baskin esistono due principali categorie di dormienza, la esogena e la endogena.

### Dormienza esogena
La dormienza esogena si verifica quando sostanze chimiche esterne o strutture del seme all'esterno dell'embrione bloccano la germinazione. Ne esistono tre diverse tipologie:
- fisica, quando il tegumento esterno del seme è impermeabile all'acqua;
- chimica, quando nel seme sono presenti molecole che inibiscono la germinazione del tegumento;
- meccanica, quando strutture legnose esterne del seme ne impediscono la crescita.

### Dormienza endogena
La dormienza endogena si verifica quando caratteristiche all'interno dell'embrione ne prevengono la germinazione. Essa è suddivisa in:
- fisiologica, quando sono presenti meccanismi inibitori fisiologici; è la tipologia di dormienza più comune e si trova sia in semi di gimnosperme che di angiosperme. La dormienza fisiologica può essere a sua volta categorizzata in profonda, intermedia e non profonda.
- morfologica, quando l'embrione è sottosviluppato. Gli embrioni all'interno di semi con questo tipo di dormienza presentano differenziazione dei tessuti ma grandezza ridotta.
- morfo-fisiologica, quando è presente una combinazione delle due precedenti dormienze.

Alcune specie possono produrre semi con entrambi i tipi di dormienza ma più comunemente ne presentano solo un tipo.

## Ciclo della dormienza
Nei semi con dormienza fisiologica non profonda, la dormienza viene comunemente distinta in primaria e secondaria, a seconda dello stadio di vita del seme. Non appena i semi vengono prodotti, essi presentano dormienza primaria per mezzo della pianta madre. Una volta avvenuta la dispersione dei semi e la rottura della dormienza primaria, la dormienza può essere riacquisita se le condizioni necessarie a rompere la dormienza e ad indurre la germinazione non sono presenti. In questo caso si parla di dormienza secondaria. Questo stadio di dormienza secondaria può essere perso e riacquisito più volte nel corso dei cambiamenti ambientali stagionali, dando vita ad un ciclo che può durare anche diverse decadi.